# Alberta Slim
Alberta Slim (* 2. Februar 1910 als Eric Charles Edwards in Wiltshire, England; † 26. November 2005 in Surrey, British Columbia) war ein britischer Country-Sänger, der vor allem in Kanada Berühmtheit erlangte.

## Karriere

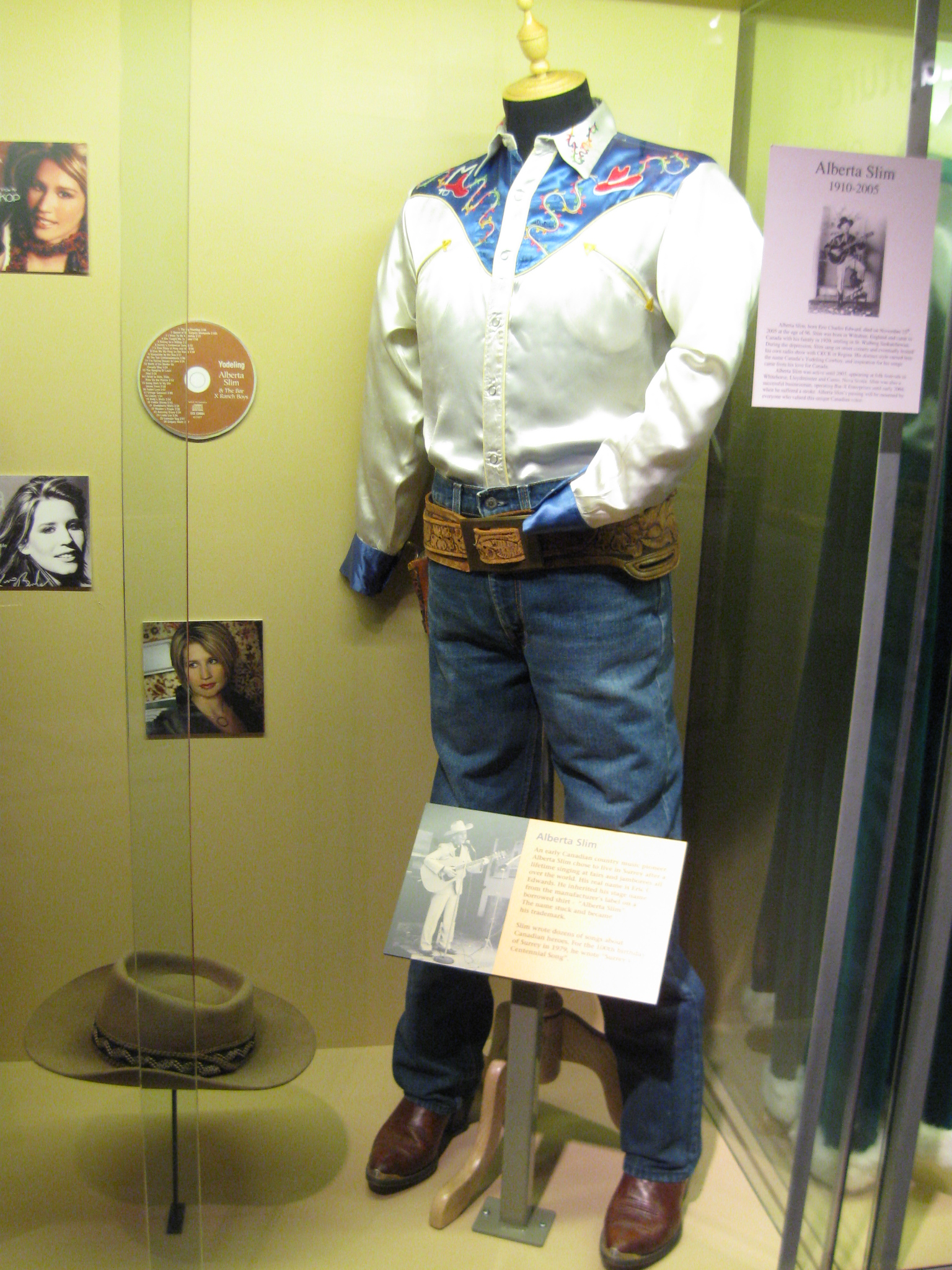
Ein Kostüm Alberta Slims im Stadtmuseum Surreys

Bevor Alberta Slim von den Columbia Records zu einem Vorspiel eingeladen wurde, reiste er mit seiner Vaudeville-Show durch Kanada. Seine Show war etwas Besonderes, denn Slim trat zusammen mit seinem Elefanten Susie auf (der 3,5 Tonnen wog). Ein Elefant war für die ländliche Bevölkerung damals etwas ganz Besonderes, dadurch verkauften sich die Eintrittskarten wie von selbst. Neben Susie dem Elenfanten besaß Slim noch vier Hunde.
Zwischen 1938 und 1947 war er regelmäßig in Radiosendern in ganz Kanada zu hören. 1949 erreichte er mit When It’s Apple Blossom Time In Annapolis Valley seinen ersten Charterfolg. In den folgenden Jahren war er mit Titeln wie Waltz Evelina Waltz, You Say I’m A Fool, My Annapolis Valley Home und It’s Too Late To Care immer wieder in den Billboard Country-Charts vertreten.
Alberta Slim gilt als einer der berühmtesten Hillbilly-Musiker Kanadas.

## Diskographie
| Jahr | Titel                                                  | Label #     |
| ---- | ------------------------------------------------------ | ----------- |
|      | Laughing House / Hold What You Got Boys                | Sparton 295 |
|      | Brother You’re Not Dead / Leave Me Alone and Let Me Be | Sparton 296 |